# Squamanotoxus elegans
Squamanotoxus elegans är en skalbaggsart som först beskrevs av Leconte 1875.  Squamanotoxus elegans ingår i släktet Squamanotoxus och familjen kvickbaggar. Inga underarter finns listade i Catalogue of Life.